# Słoboda (obwód czerkaski)
Słoboda (ukr. Слобода) – wieś na Ukrainie, w obwodzie czerkaskim, w rejonie czerkaskim. W 2022 roku liczyła ok. 8 tys. mieszkańców.
Siedziba dawnej wołości Cesarskaja Słoboda w ujeździe czerkaskim na Ukrainie.